# Embia tyrrhenica
Embia tyrrhenica är en insektsart som beskrevs av Stefani 1953. Embia tyrrhenica ingår i släktet Embia och familjen Embiidae. Inga underarter finns listade i Catalogue of Life.